# امانوئل شفر
امانوئل شفر (عبری: עמנואל שפר‎؛ ۱ فوریهٔ ۱۹۲۴ – ۲۸ دسامبر ۲۰۱۲) بازیکن فوتبال اهل اسرائیل بود.
از باشگاه‌هایی که در آن بازی کرده‌است می‌توان به باشگاه فوتبال شلاسک وروتسواف و باشگاه فوتبال هاپوئل کفار سابا اشاره کرد.
وی سرمربی تیم ملی فوتبال اسرائیل در جام جهانی فوتبال ۱۹۷۰ بوده‌است.